# Язык (субпродукт)

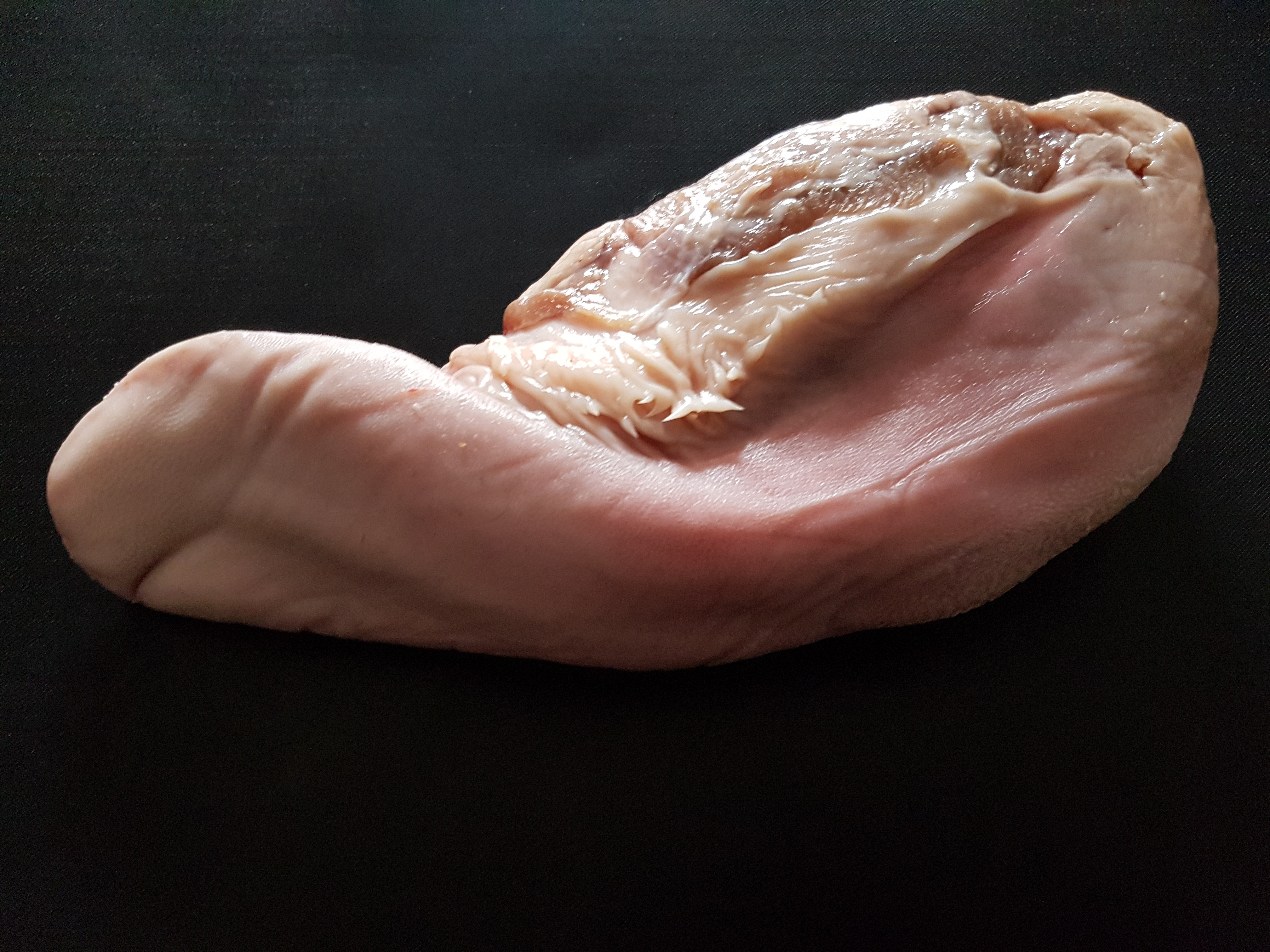
Сырой телячий язык

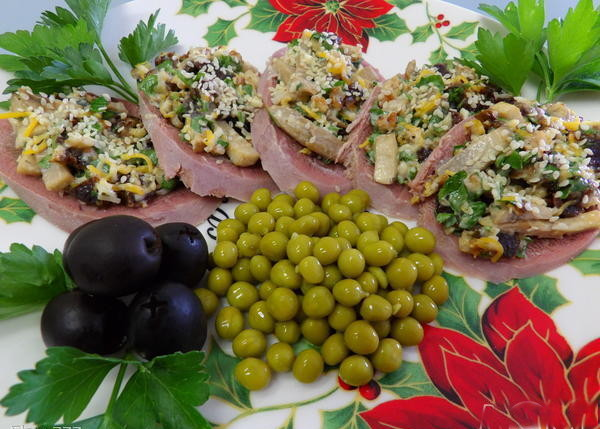
Говяжий язык с грибами, орехами и черносливом, сервированный с маслинами и зелёным горошком

Язык — мясной деликатесный субпродукт с высокой питательной ценностью. Говяжий язык содержит 15,2 % белковых веществ и 15,75 % жира, калорийность языка составляет 2088 ккал/кг. Используется в кулинарии, обычно в отварном виде, а также в пищевой промышленности для производства фаршированных колбас, консервов и копчёностей. В продажу обычно поступает очищенным от крови, грязи и слизи в охлаждённом или замороженном виде. Отварной язык подают в горячем и холодном виде к салатам и в бутербродах.
Отваренный и нарезанный ломтиками говяжий язык — популярная русская закуска для праздничного стола. Ломтики языка обычно сервируют на тарелках веером, гарнируя с рубленым желе, маринованными капустой и огурцами, зелёным горошком. Язык также тушат или запекают под сметанным соусом, жарят в сухарях, из языка готовят рагу и заливное. В СССР выпускали консервы «Языки в желе консервированные». Копчёные языки являлись продуктом высшего качества и выпускались также в пластовом шпике в натуральной оболочке. Перед копчением языки подвергаются мокрому посолу в растворе, содержащем селитру. Говяжий язык — ингредиент фаршированных колбас.